# Delyadrovtsi
Delyadrovtsi (en macédonien Дељадровци) est un village du nord de la Macédoine du Nord, situé dans la municipalité d'Ilinden. Le village comptait 532 habitants en 2002.

## Démographie
Lors du recensement de 2002, le village comptait :
- Macédoniens : 517
- Serbes : 12
- Autres : 3

son maire est Sarah Boussouf